# Filacciano
Filacciano é uma comuna italiana da região do Lácio, província de Roma, com cerca de 501 habitantes. Estende-se por uma área de 5,74 km², tendo uma densidade populacional de 87 hab/km². Faz fronteira com Forano (RI), Nazzano, Poggio Mirteto (RI), Ponzano Romano, Torrita Tiberina.

## Demografia
| Variação demográfica do município entre 1861 e 2011                               |
|                                                                                   |
| Fonte: Istituto Nazionale di Statistica (ISTAT) - Elaboração gráfica da Wikipedia |